# Afeganistão nos Jogos Olímpicos de Verão da Juventude de 2014
O Afeganistão participará dos Jogos Olímpicos de Verão da Juventude de 2014 realizados em Nanquim, na República Popular da China.
A equipe será composta por dois atletas que competirão no atletismo e no taekwondo.

## Desempenho

### Atletismo
Masculino
| Atleta                | Evento | Eliminatórias | Eliminatórias | Final | Final |
| Atleta                | Evento | Res.          | Pos.          | Res.  | Pos.  |
| --------------------- | ------ | ------------- | ------------- | ----- | ----- |
| Mohd Shareef Ahmadzai | 100 m  |               |               |       |       |

### Taekwondo
Feminino
| Atleta          | Evento | Oitavas de final       | Quartas de final       | Semifinais             | Final                  | Final |
| Atleta          | Evento | Adversário e resultado | Adversário e resultado | Adversário e resultado | Adversário e resultado | Pos.  |
| --------------- | ------ | ---------------------- | ---------------------- | ---------------------- | ---------------------- | ----- |
| Farahnaz Yaqubi | –44 kg |                        |                        |                        |                        |       |

Legenda
| Recorde mundial      | Recorde mundial (World record)               |                       | Recorde africano                      | Recorde africano (African) |                                           | Q | Classificado por posição (Qualified) |
| Recorde olímpico     | Recorde olímpico (Olympic record)            | Recorde da América    | Recorde da América (Americas)         | q                          | Classificado por melhor tempo (Qualified) |   |                                      |
| Melhor marca do ano  | Melhor marca do ano (World leading)          | Recorde asiático      | Recorde asiático (Asian)              | DNS                        | Não largou (Did not start)                |   |                                      |
| Recorde nacional     | Recorde nacional (National record)           | Recorde europeu       | Recorde europeu (European)            | DNF                        | Não terminou (Did not finish)             |   |                                      |
| Recorde pessoal      | Recorde pessoal do atleta (Personal best)    | Recorde da Oceania    | Recorde da Oceania (Oceania)          | DSQ / DQ                   | Desclassificado (Disqualified)            |   |                                      |
| Recorde da temporada | Recorde da temporada do atleta (Season best) | Recorde sul-americano | Recorde sul-americano (South America) | NM                         | Sem marca (No mark)                       |   |                                      |